# Nicci Hernestig
Nicci Emina Jeanette Maria Juné Bergkvist Hernestig, född 7 juni 1999 i Tumba församling i Stockholms län, är en svensk influencer och TV-personlighet.
Hennes första TV-medverkan var i säsong 3 av TV-programmet Trolljägarna på TV3. Hon har efter detta synts i säsong 18 av dokusåpan Paradise (tidigare Paradise Hotel) och säsong 3 av dokusåpan Love Island Sverige. Under hösten 2023 medverkade hon även i underhållningsprogrammet Förrädarna, som sändes på TV4. Sedan juli 2024 driver hon dessutom podden Korten på bordet, tillsammans med sin mor Jeanette Hernestig.
I oktober 2024 meddelade Hernestig att hon skulle medverka i nya TV-serien All in – Marbella med premiär på streamingtjänsten Viaplay den 9 december 2024.

## TV-medverkan
- 2018 – Trolljägarna (TV-serie)
- 2022 – Paradise (TV-serie)
- 2023 – Love Island Sverige 2023 (TV-serie)
- 2023 – Förrädarna (TV-serie)
- 2024 – All in – Marbella (TV-serie)